# Therioaphis natricis
Therioaphis natricis är en insektsart. Therioaphis natricis ingår i släktet Therioaphis och familjen långrörsbladlöss. Inga underarter finns listade i Catalogue of Life.